# 義大利 (羅馬帝國)
義大利 (羅馬帝國)，意指於古羅馬時代，與現今義大利本土面積（不包含西西里島和撒丁島）重疊下的行政區。
共和國開啟時期，義大利本土是以中央城邦概念統治，直至共和中期才有國家聯盟的組織與領導者的地位。這情形到奧古斯都統治時有了行政區的概念，並區分為拉齊奧等11個行政區。因為羅馬文明帶來的繁榮，此行政區漸於帝國中佔主導地位，並讓很多大商家都獲得巨大的財富。
除此，人口出生率與環境也顯著改善，例如西元前28年義大利就有4063000人，並在西元前14年達到4937000人。如果連婦女與兒童人口計入，將遠超過此數。之後雖歷經帝國中期、四帝共治及帝國後期，義大利本土仍有穩定的政經發展，並仍於羅馬帝國範圍，這情形直到西元533年前才有較大的改變。